# هرسدورف
هرسدورف (به آلمانی: Hersdorf) یک شهر در آلمان است که در بیتبورگ-پروم واقع شده‌است.